# Logic (raper)
Sir Robert Bryson Hall II (Gaithersburg, Maryland, Estats Units; 22 de gener de 1990), més conegut com a Logic, és un raper i productor discogràfic nord-americà.
Va créixer a Gaithersburg, Maryland, Logic va expressar un interès en la música des de l'adolescència, i es va aventurar en una carrera musical al començament de 2009 publicant Logic: The Mixtape sota el nom "Psychological", i va publicar un mixtape titulat Young, Broke & Infamous el 2010. Va signar amb Visionary Music Group, abans de publicar tres mixtapes més durant tres anys. El seu quart mixtape, Young Sinatra: Welcome to Forever en 2013, va ser publicat rebent grans elogis, i li va permetre a Logic assegurar un contracte discogràfic amb Def Jam Recordings. Després, va publicar el seu àlbum d'estudi debut titulat Under Pressure a l'octubre de 2014, el qual va debutar en el lloc quatre en el Billboard 200, rebent la certificació d'or per part de la RIAA i ha venut més de 171.000 còpies. El segon The Incredible True Story va ser publicat al novembre de 2015, rebent comentaris majoritàriament positius per part de la crítica. També va ser certificat or als Estats Units, ha venut més de 185.000 còpies. Logic va publicar el seu cinquè mixtape Bobby Tarantino, en 2016. Al maig de 2017, Logic publicar el seu tercer àlbum d'estudi Everybody. El seu cinquè àlbum, Everybody va debutar en el número u del Billboard 200 amb 247.000 unitats, de les quals 196.000 van ser vendes de l'àlbum netes. L'àlbum va engendrar el primer èxit internacional de Logic, «1-800-273- 8255 », el qual va aconseguir el top cinc en el Billboard Hot 1005 i va ser certificat doble platí als Estats Units.